# Phaisan Bupasiri
Paisarn Bupasiri, altresì citato come Phaisan Buphasiri (in thailandese ไพศาล บุพพศิริ; 2 maggio 1944), è un ex calciatore thailandese di ruolo difensore.

## Carriera
Con la Nazionale thailandese ha partecipato alle Olimpiadi del 1968, pur non scendendo in campo in nessuna occasione.